# Walther Langen
Walther August Langen (* 28. Juli 1857 in Friedrich-Wilhelms-Hütte, heute Troisdorf; † 22. August 1912 in Köln) war ein deutscher Bankier, Industrieller und Landrat im Landkreis Cochem.

## Leben
Langen studierte ab 1876 Rechtswissenschaft an der Rheinischen Friedrich-Wilhelms-Universität Bonn, der Georg-August-Universität Göttingen und der  Friedrich-Wilhelms-Universität zu Berlin. Er war im Corps Hansea Bonn und im Corps Bremensia Göttingen aktiv. 1879 wurde er Rechtsreferendar in Bonn. 1880 promovierte er zum Dr. iur.
Es folgten ab 1882 Stationen als Regierungsreferendar in Arnsberg, Burg und Potsdam, 1886 als Regierungsassessor in Gumbinnen. 1887 wurde er mit der Verwaltung des Landratsamts Lyck beauftragt. 1888 wurde er Landrat im Landkreis Cochem. 1894 schied Langen auf eigenen Wunsch aus dem Staatsdienst aus und wurde als Direktor in den Vorstand der Rheinisch-Westfälischen Bodencreditbank in Köln berufen und trat 1897 in den Vorstand des A. Schaaffhausen’schen Bankvereins ein. Hier war er vor allem in der Industriefinanzierung, namentlich im Bergbau tätig. Er war Aufsichtsratsvorsitzender der Bergwerksgesellschaften Trier, der Internationalen Bohrgesellschaft in Erkelenz, der Internationalen Kohlenbergwerks-Gesellschaft, der Deutschen Mineralien-Industrie AG und der Tiefbau- und Kälteindustrie AG vormals Gebhardt & König in Nordhausen. In zahlreichen Industrieunternehmen gehörte er dem Aufsichtsrat an. Am 20. Juni 1912 schied er beim A. Schaaffhausen’schen Bankverein aus gesundheitlichen Gründen aus.